# Салваторе Скилачи
Салваторе „Тото” Скилачи (итал. Salvatore "Totò" Schillaci; Палермо, 1. децембар 1964 — Палермо, 18. септембар 2024) био је италијански фудбалер. Скилачи је био најбољи стрелац Светског првенства у фудбалу 1990. године.

## Биографија
Рођен је у сиромашној породици. Фудбал је почео да игра у Амат Палерму, аматерском клубу из свог родног града. Године 1982. је потписао за Месину, у којој је играо до 1989, када је прешао у Јувентус из Торина и дебитовао је у Серији А 27. августа 1989. На велико изненађење јавности, ондашњи италијански селектор Азељо Вичини га је одабрао да игра на Светском првенству у фудбалу 1990, које се одржавало у Италији, упркос његовој краткој репрезентативној каријери.
Скилачи је на Светском првенству дебитовао заменивши Андреа Карневалеа на првој утакмици коју је Италија играла против Аустрије. Скилачи је постигао одлучујући гол на утакмици која се завршила 1-0 за Италију. Против САД, Скилачи је опет ушао у игру као замена.
Следећу утакмицу против Чехословачке Скилачи је започео у стартној постави, заједно са Робертом Бађом. Утакмица се завршила резултатом 2-0 за Италију, а Бађо и Скилачи су постигли по један гол. У осмини финала против Уругваја и четвртфиналу против Ирске, Скилачи је постигао одлучујуће голове за свој тим.
У полуфиналу против Аргентине за коју је играо Дијего Марадона, Ђанлука Вијали је заменио Бађа, док је Скилачи играо целу утакмицу. Утакмица се завршила 1-1, а Скилачи је постигао први гол. Изједначио је Клаудио Каниђа, а утакмицу је на крају добила Аргентина након извођења пенала.
У утакмици за треће место против Енглеске Италија је победила 2-1, а Скилачи је постигао други гол из пенала и освојио Златну копачку. Након Светског првенства Скилачи је постигао још један гол за Италију и каријеру је окончао са 7 голова из 16 утакмица. Светско првенство 1990. италијански фудбалски фанови памте као "Notti Magiche di Totò Schillaci" (магичне ноћи Тота Скилачија), иако италијански национални тим није освојио Светско првенство које се одржавало у њиховој земљи.
После Светског првенства, Скилачи је играо још две године за Јувентус, пре него што је прешао у Интер Милан. На Интерове навијаче Скилачи није оставио јак утисак, као и на Јувентусове, углавном због здравствених проблема које је имао након Светског првенства. Године 1994. је прешао у јапански клуб Џубило Ивата и постао први Италијан који је играо у Џеј лиги.
Скилачи се из фудбала повукао 1999. године. Живео је у Палерму, где је држао омладинску фудбалску академију.

## Смрт
Преминуо је у Палерму, 18. септембра 2024. године, након дуге и тешке болести.

## Трофеји
Месина
- Серија Ц2 (1) : 1982/83. (1. место—промоција у виши ранг)
- Серија Ц1 (1) : 1985/86. (1. место—промоција у виши ранг)

Јувентус
- Куп Италије (1) : 1989/90.
- Куп УЕФА (1) : 1989/90.

Интер
- Куп УЕФА (1) : 1993/94.

Џубило Ивата
- Џеј лига (1) : 1997.